# Verger impluviatus
Verger impluviatus är en nattsländeart som först beskrevs av Blanchard in Gay 1851.  Verger impluviatus ingår i släktet Verger och familjen husmasknattsländor. Inga underarter finns listade i Catalogue of Life.